# Geraint Anderson
Geraint Anderson (1972, Notting Hill, Londen) is een analist-bankier die klokkenluider werd van de Londense City. Anderson werd, na een leven als hippie, door zijn broer Hugh overgehaald in de bankwereld te stappen. Hij werd analist van nutsbedrijven en maakte een komeetachtige carrière, waarin hij werkte voor Société Générale, Commerzbank en Dresdner Kleinwort en de bankwereld leerde kennen. Eind 2006 begon hij onder de schuilnaam Citiboy columns te schrijven voor de gratis krant thelondonpaper waarin hij een boekje opendeed over de praktijken die opgeld deden in de bankwereld, zoals het verspreiden van geruchten, voorkennis en het short gaan voor een faillissement. Hij nam ontslag in 2008. Over zijn ervaringen schreef hij het boek Cityboy: Beer And Loathing In The Square Mile.